# Línguas semíticas ocidentais
As línguas semíticas ocidentais formam um dos principais sub-grupos propostos para as línguas semíticas. Uma análise amplamente aceita, apoiada por semiticistas como Robert Hetzron e John Huehnergard, divide a família das línguas semíticas em dois ramos: orientais e ocidentais. A primeira consiste nas línguas já extintas eblaíta e acádia, e a última da maior parte das línguas semíticas. Ela engloba alguns sub-grupos claramente definidos: etiópicas, árabes do sul, árabe e semíticas do noroeste (estas incluem o hebraico, o aramaico e o ugarítico). As duas primeiras categorias, etiópicas e árabes do sul, mostram apresentam alguns aspectos especiais em comum, e frequentemente são agrupadas como semíticas do sul. A classificação correta do árabe no que diz respeito a outras línguas semíticas ainda está em debate; nas classificações mais antigas, o idioma era agrupado com as línguas semíticas do sul. No entanto, Hetzron e Huehnergard a consideram mais próxima das línguas semíticas do noroeste, com quem formariam as línguas semíticas centrais. Alguns semiticistas continuam a argumentar a favor da classificação anterior com base no aspecto distinto dos plurais quebrados.